# Neuville-lez-Beaulieu
Neuville-lez-Beaulieu ist eine französische Gemeinde mit 327 Einwohnern (Stand: 1. Januar 2022) in der Region Grand Est im Département Ardennes. Sie liegt im Arrondissement Charleville-Mézières und ist Teil des Kantons Rocroi.
Die Gemeinde besteht aus den Ortschaften Beaulieu und La Neuville-aux-Tourneurs. 

## Geografie
Neuville-lez-Beaulieu liegt etwa 30 Kilometer westnordwestlich von Charleville-Mézières im Regionalen Naturpark Ardennen an den Flüssen Sormonne und Petit Gland, der hier noch Ruisseau de Bosneau genannt wird. Umgeben wird Neuville-lez-Beaulieu von den Nachbargemeinden Chimay (Belgien) im Norden, Regniowez im Nordosten, Éteignières im Osten, Auvillers-les-Forges im Osten und Südosten, Antheny im Süden und Südwesten, Tarzy im Westen und Südwesten sowie Signy-le-Petit im Westen und Nordwesten.

## Bevölkerungsentwicklung
| Jahr                      | 1962 | 1968 | 1975 | 1982 | 1990 | 1999 | 2006 | 2013 |
| Einwohner                 | 352  | 374  | 374  | 360  | 298  | 265  | 311  | 348  |
| Quelle: Cassini und INSEE |      |      |      |      |      |      |      |      |

## Sehenswürdigkeiten

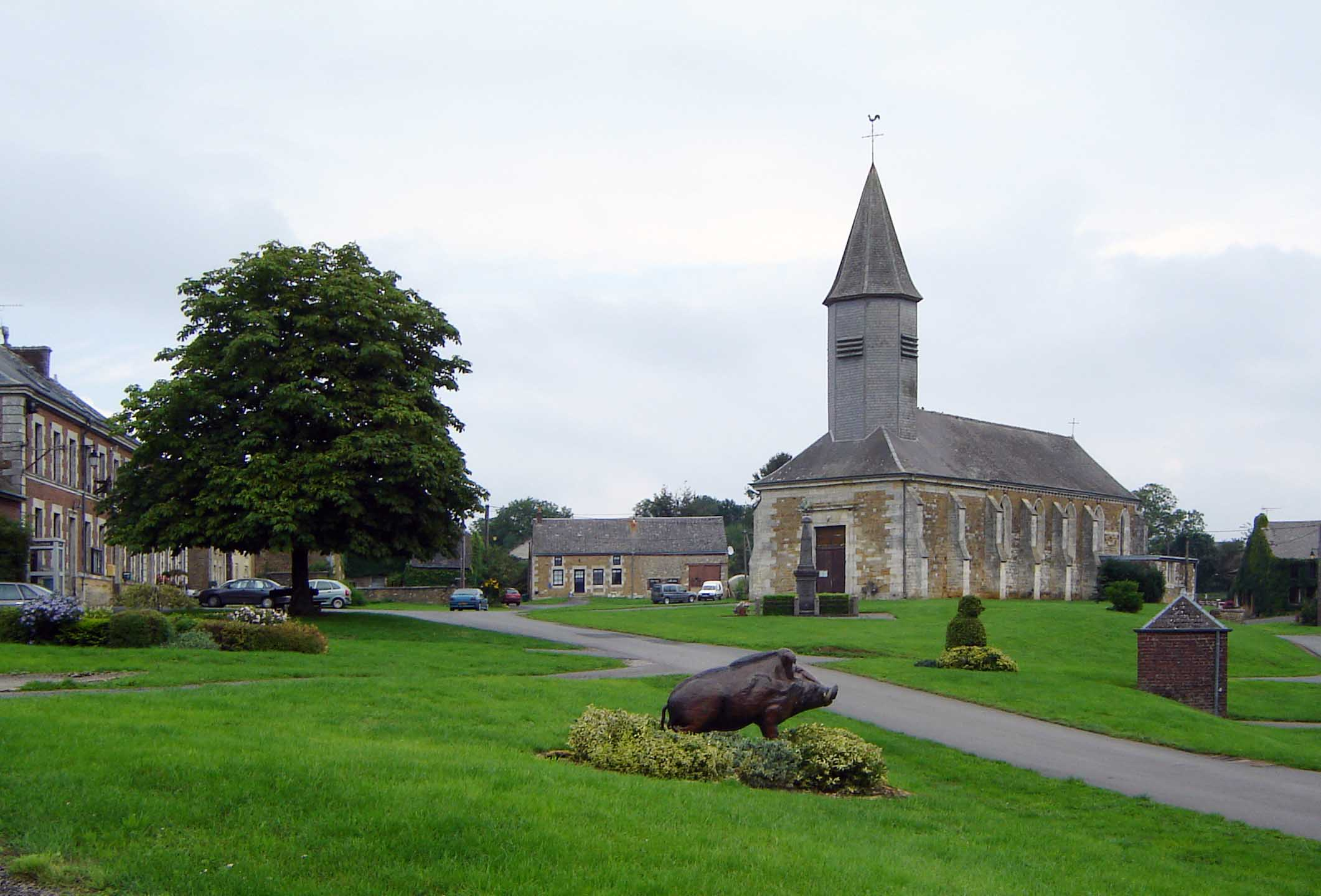
Kirche von Beaulieu
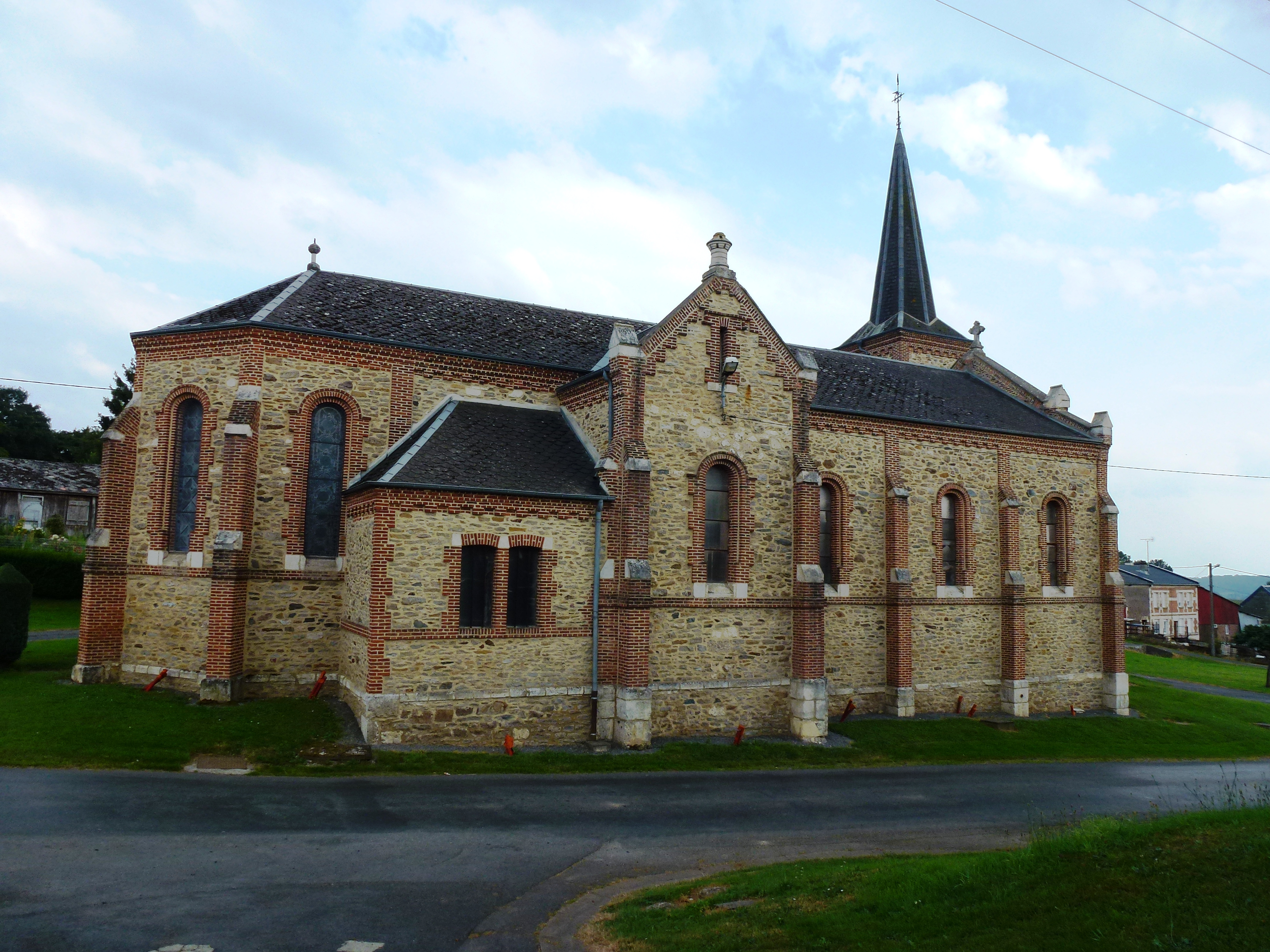
Kirche von La Neuville-aux-Tourneurs
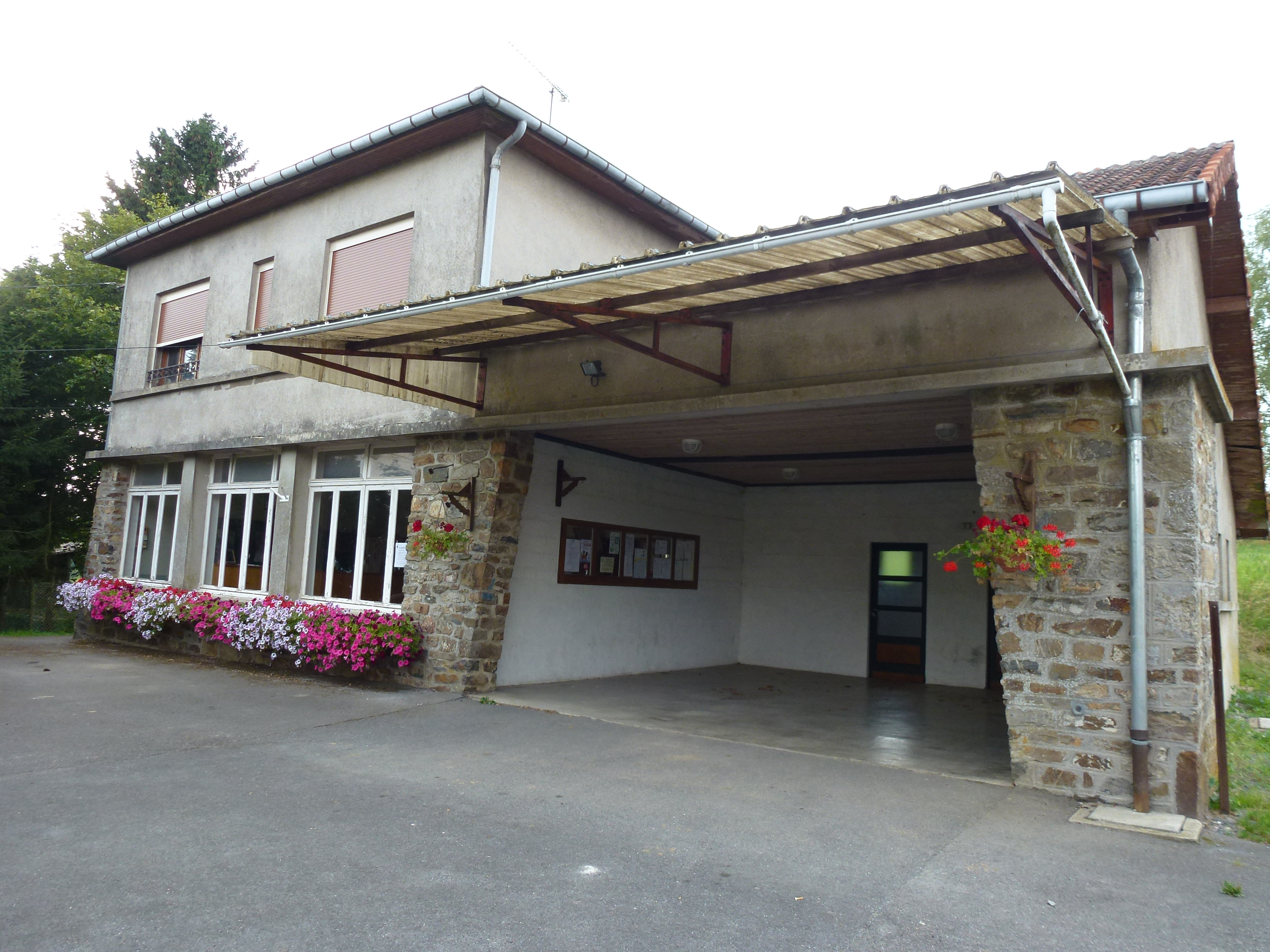
Rathäuser

- Kirche von La Neuville-aux-Tourneurs
- Kirche von Beaulieu
- Rathaus von Beaulieu